# Liste der Kulturdenkmäler in Wüschheim (Hunsrück)
In der Liste der Kulturdenkmäler in Wüschheim sind alle Kulturdenkmäler der rheinland-pfälzischen Ortsgemeinde Wüschheim aufgeführt. Grundlage ist die Denkmalliste des Landes Rheinland-Pfalz (Stand: 27. Oktober 2023).

## Einzeldenkmäler
| Bezeichnung  | Lage                | Baujahr      | Beschreibung                                | Bild            |
| ------------ | ------------------- | ------------ | ------------------------------------------- | --------------- |
| Gemeindehaus | Hauptstraße 13 Lage | 1930er Jahre | Fachwerkbau, teilweise massiv, 1930er Jahre | Fotos hochladen |